# ROCS Yung An (MHC-1311)
Le ROCS Yung An (MHC-1311) est un chasseur de mines de la Marine de la république de Chine (ROCN) depuis 2006.

## Historique
C'est une unité de la classe Osprey de l'United States Navy construite par le chantier naval Intermarine USA (ex-Savannah Machine & Foundry) à Savannah en Géorgie. Il a été mis en service en 1995 sous le nom de USS Falcon (MHC-59) et déclassé en 2006 et vendu au ROCN.

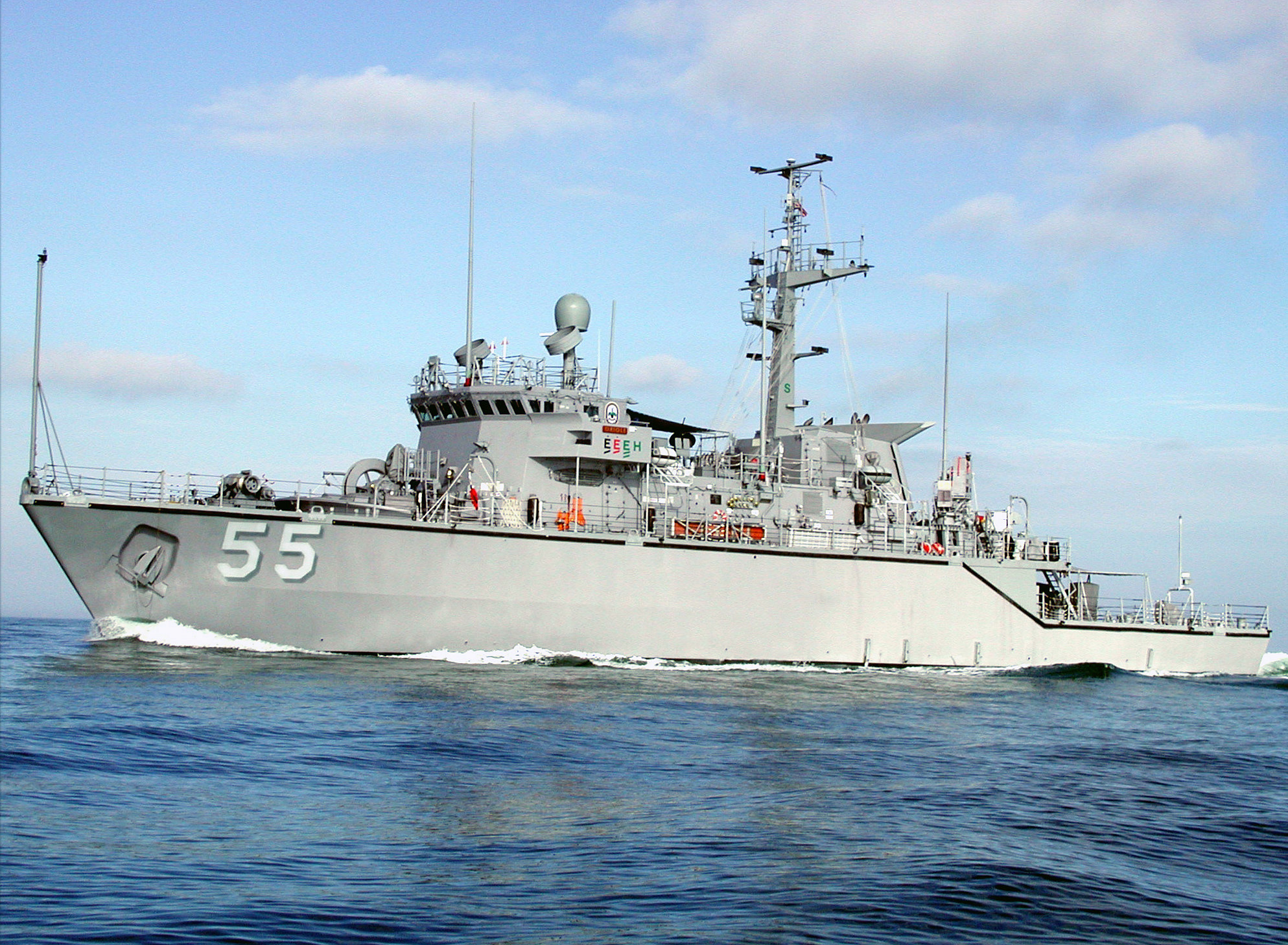
USS Falcon (MHC-59)
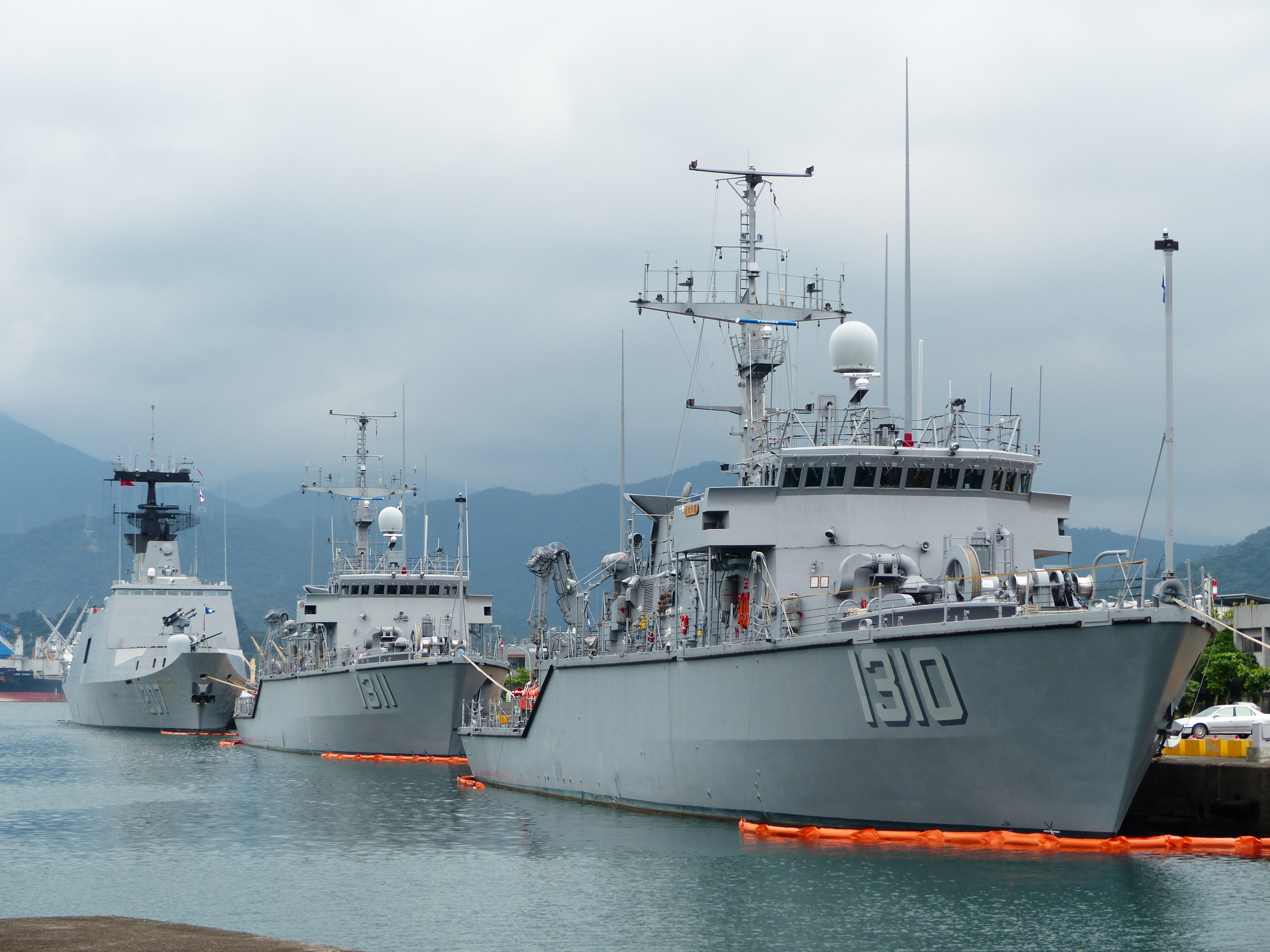
Yung Jin et Yung Jan